# Kloster Charfet
Das Kloster Charfet (französisch Monastère de Charfet; Notre-Dame de la Délivrance de Charfet) ist ein Patriarchalkloster in Dara'oun, Harissa im Libanon. 
Das Kloster von Charfet oder Unserer Lieben Frau von der Befreiung von Charfet wurde im Juli 1901 durch Ignatius Ephrem II. Rahmani, der Patriarch von Antiochien und der Syrer, auf Bitte von Papst Leo XIII. wiedergegründet; Oberer sollte der Generalabt der Benediktiner-Gemeinde sein. Es ist heute das Zentrum der syrisch-katholischen Kirche für den Libanon und für den gesamten Nahen Osten.
Im Kloster Charfet befindet sich zudem der Sitz des Syrisch-katholischen Patriarchats von Antiochia, ein Priesterseminar und eine Bibliothek mit einer Sammlung von circa 2200 syrischen und arabisch-christlichen Manuskripten, die zu den wichtigsten im Nahen Osten zählt.